# 도전! 추리특급
《도전! 추리특급》은 대한민국의 MBC에서 방영됐던 오락 프로그램이다.

## 방송 일정
| 방송사 | 방송 기간                          | 방송 시간            |
| ------ | ---------------------------------- | -------------------- |
| MBC TV | 1992년 11월 19일 ~ 1993년 4월 8일  | 목요일 오후 7시 15분 |
| MBC TV | 1993년 4월 15일 ~ 1994년 4월 7일   | 목요일 오후 8시 5분  |
| MBC TV | 1994년 4월 15일 ~ 1995년 10월 13일 | 금요일 오후 8시 5분  |

## 역대 진행자
- 김승현
- 허수경
- 김국진
- 김용만
- 유혜정

## 역대 문제
- 연상퀴즈
- 도전! IQ 200
- 퍼즐 1.2.3.
- 남남북녀
- 도전! 그래픽 200
- 추리여행
- 찰떡궁합
- 찬반추리
- 추리! 열두고개
- 도전! 180초

## 동일 소재 프로그램
- 가족 오락관 (KBS)
- 퍼즐 특급열차 (KBS)